# 斯塔克·亚诺什
斯塔克·亚诺什（匈牙利語：Starker János，希伯來語：‎，1924年7月5日—2013年4月28日），美國籍匈牙利裔大提琴家，印第安纳大学伯明顿分校雅各布音乐学院杰出教授，其演奏的著名作品包括巴赫无伴奏大提琴组曲及柯达伊大提琴奏鸣曲等。

## 生平

### 童年
斯塔克1924年出生于匈牙利布达佩斯的一个犹太人家庭。他的父亲是波兰人后裔，母亲则是来自乌克兰的移民。他的两个哥哥都是小提琴手，而他则在六岁生日前得到了一把大提琴。斯塔克随后进入布达佩斯音乐学院，师从阿道夫·希弗学习大提琴，并在11岁时进行了首演。斯塔克14岁时进行了他的首场职业演出，曲目是德沃夏克的大提琴协奏曲。
二战爆发后，斯塔克大部分时间逗留在布达佩斯。他的哥哥在纳粹集中营中死去，而斯塔克在集中营度过三个月后活了下来。

### 演奏生涯
战后，20岁的斯塔克成为了匈牙利国家歌剧院和布达佩斯爱乐乐团的首席大提琴手。但由于他无法取得国籍，因而在1946年离开了处于苏联控制下的匈牙利共和国。斯塔克首先前往维也纳，并参加了日内瓦大提琴比赛。其后他又辗转前往巴黎。
在巴黎的一年里，斯塔克录制了佐尔坦·柯达伊的大提琴奏鸣曲作品第8号，而这部作品在之前被一些人认为很难演奏。斯塔克因此荣获了法国的唱片大奖（Grand Prix du Disque），引起了人们的关注。
1948年，斯塔克移居美国，成为达拉斯交响乐团的首席大提琴手。1949年，斯塔克移居纽约，成为弗里兹·莱纳指挥的大都会歌剧院的首席大提琴手。在这里，他首次录制了巴赫的无伴奏大提琴组曲，展示出了高水平的演奏技巧。1952年，斯塔克又成为了芝加哥交响乐团的首席大提琴手。
1958年，斯塔克移居布卢明顿，执教于印第安纳大学雅各布音乐学院直至去世。在他的教授生涯中，斯塔克培养出了一批优秀的大提琴手，活跃在世界各地的乐团中。同时，斯塔克自己也在全世界上百场的音乐会上参加了演奏。

### 逝世
2013年4月28日，於美國印第安納州布卢明顿逝世。

## 艺术成就
斯塔克一生录制了160余张唱片，是一位高产的大提琴家。这些作品中包括5个版本的巴赫无伴奏大提琴组曲和4个版本的柯达伊大提琴奏鸣曲作品第8号。其中，他凭借在1992年为RCA录制的巴赫六无大赢得了格莱美奖。同时，他在1990年录制的大卫·波佩尔作品也使他获得了一次格莱美奖提名。罗饶·米克罗斯等著名作曲家也为斯塔克专门创作过乐曲。
在演奏之外，斯塔克也勤于写作。他不但常在报刊杂志上发表文章，而且著有有大量的音乐书籍。此外，他还在2004年出版了个人传记《The World of Music According to Starker》。

## 大提琴
1950至1965年间，斯塔克使用的是安东尼奥·斯特拉迪瓦里制作的Lord Aylesford Stradivarius大提琴。1965年之后，斯塔克使用的是马特奥·戈夫里勒于1705年在威尼斯制作的一把大提琴。

### 访谈
- János Starker interview （页面存档备份，存于） by Tim Janof, 1996
- János Starker interview （页面存档备份，存于） by Tim Janof, 2004
- János Starker interview （页面存档备份，存于） by Bruce Duffie, November 24, 1987
- Born To Teach article in Strings （页面存档备份，存于） by Katherine Millett, 2006

### 曲目
- RealAudio clips （页面存档备份，存于）